# Satz von Picard
Die Sätze von Picard (nach Émile Picard) sind Sätze der Funktionentheorie, eines Teilgebietes der Mathematik.
Sie lauten wie folgt:
- Der Kleine Satz von Picard besagt, dass das Bild jeder nicht-konstanten ganzen Funktion die gesamte komplexe Zahlenebene ist, aus der höchstens ein Punkt herausgenommen wurde.
- Der Große Satz von Picard besagt, dass eine holomorphe Funktion mit einer wesentlichen Singularität in jeder noch so kleinen Umgebung dieser Singularität jeden komplexen Wert mit höchstens einer Ausnahme unendlich oft annimmt.[1]

## Bemerkungen
- In beiden Sätzen ist die eventuelle „Ausnahme eines Punktes“ offenbar nötig. Zum Beispiel bildet {\displaystyle z\mapsto e^{z}} nicht auf {\displaystyle 0} ab, ebenso ist {\displaystyle 0} nicht im Bild von {\displaystyle z\mapsto e^{1/z}} einer jeden punktierten Umgebung von {\displaystyle 0} enthalten.
- Der Kleine Satz folgt sofort aus dem Großen Satz, denn eine ganze Funktion ist entweder ein Polynom oder sie hat eine wesentliche Singularität in {\displaystyle \infty }.
- Der Große Satz verallgemeinert den Satz von Weierstraß-Casorati.
- Eine Vermutung von B. Elsner[2] ist mit dem Großen Satz von Picard verwandt: Seien {\displaystyle U_{1},U_{2},\dots ,U_{n}} offene zusammenhängende Teilmengen von {\displaystyle \mathbb {C} }, deren Vereinigung die punktierte offene Einheitskreisscheibe {\displaystyle \mathbb {E} \setminus \{0\}} ist. Auf jedem {\displaystyle U_{j}} sei eine schlichte (d. h. injektive holomorphe) Funktion {\displaystyle f_{j}} gegeben, so dass {\displaystyle \mathrm {d} f_{j}=\mathrm {d} f_{k}} auf jeder Schnittmenge {\displaystyle U_{j}\cap U_{k}}. Dann verschmelzen die Differentiale zu einer meromorphen 1-Form auf der Einheitskreisscheibe {\displaystyle \mathbb {E} }. (Im Fall, dass das Residuum verschwindet, folgt die Vermutung aus dem Großen Satz.)

## Beweis
Mit Hilfe der Theorie der j-Funktion kann ein kurzer Beweis des kleinen Satzes von Picard gegeben werden. Unter der Annahme, {\displaystyle f} sei ganz und lasse die beiden Werte {\displaystyle a\not =b} aus, ist die Funktion
{\displaystyle g(z)={\frac {f(z)-a}{b-a}}}
ganz und lässt die Werte 0 und 1 aus. Die j-Funktion bildet nun die mit Spitzen vereinigte obere Halbebene {\displaystyle \mathbb {H} \cup \mathbb {Q} \cup \{\infty \}} auf eine Riemannsche Fläche mit unendlich vielen Blättern und Verzweigungspunkten an den Bildpunkten {\displaystyle 0,1} und {\displaystyle \infty } ab. Es folgt, dass ihre Inverse {\displaystyle j^{-1}} diese Riemannsche Fläche (ohne Einschränkung) auf den Abschluss des Standardfundamentalbereichs {\displaystyle {\mathcal {F}}} abbildet. Da {\displaystyle j'(\tau )\not =0} für alle {\displaystyle \rho \not =\tau \not =i} und {\displaystyle j'(i)=j'(\rho )=0} und {\displaystyle j(i)=0}, {\displaystyle j(\rho )=1} bzw. {\displaystyle j(\infty )=\infty }, ist {\displaystyle j^{-1}} lokal analytisch für alle komplexen Werte außer 0 und 1. Daraus folgt, dass die Komposition
{\displaystyle h(z)=j^{-1}(g(z))}
in jedem Punkt lokal analytisch ist, da {\displaystyle g} gerade 0 und 1 auslässt. Damit lässt sich {\displaystyle h} zu einer ganzen Funktion ausdehnen, für welche allerdings {\displaystyle |e^{ih(z)}|<1} für alle {\displaystyle z\in \mathbb {C} } gelten muss, da {\displaystyle \mathrm {Im} \,h(z)>0}. Daraus folgt mit dem Satz von Liouville, dass {\displaystyle h} und folglich auch {\displaystyle f} konstant ist.